# BAFTA al miglior regista
Il BAFTA al miglior regista (BAFTA Award for Best Director) è un premio annuale, promosso dal British Academy of Film and Television Arts a partire dal 1969, che premia il regista che più si è distinto nella direzione di una pellicola cinematografica dell'anno precedente. L'albo d'oro è pertanto riferito all'anno di svolgimento della cerimonia di premiazione.
Nessun regista italiano si è mai aggiudicato questo premio. 
Hanno ottenuto una nomination Franco Zeffirelli nel 1969, Luchino Visconti nel 1972, Sergio Leone nel 1985, Bernardo Bertolucci nel 1989 e Giuseppe Tornatore nel 1991.

## Albo d'oro

### Anni 1960
- 1969
  - Mike Nichols – Il laureato (The Graduate)
  - Lindsay Anderson – Se... (If...)
  - Carol Reed – Oliver!
  - Franco Zeffirelli – Romeo e Giulietta (Romeo and Juliet)

### Anni 1970
- 1970
  - John Schlesinger – Un uomo da marciapiede (Midnight Cowboy)
  - Richard Attenborough – Oh, che bella guerra! (Oh! What a Lovely War)
  - Ken Russell – Donne in amore (Women in Love)
  - Peter Yates – Bullitt
- 1971
  - George Roy Hill – Butch Cassidy (Butch Cassidy and the Sundance Kid)
  - Robert Altman – M*A*S*H
  - David Lean – La figlia di Ryan (Ryan's Daughter)
  - Ken Loach – Kes
- 1972
  - John Schlesinger – Domenica, maledetta domenica (Sunday Bloody Sunday)
  - Miloš Forman – Taking Off
  - Joseph Losey – Messaggero d'amore (The Go-Between)
  - Luchino Visconti – Morte a Venezia
- 1973
  - Bob Fosse – Cabaret
  - Peter Bogdanovich – L'ultimo spettacolo (The Last Picture Show)
  - William Friedkin – Il braccio violento della legge (The French Connection)
  - Stanley Kubrick – Arancia meccanica (A Clockwork Orange)
- 1974
  - François Truffaut – Effetto notte (La nuit américaine)
  - Luis Buñuel – Il fascino discreto della borghesia (Le charme discret de la bourgeoisie)
  - Nicolas Roeg – A Venezia... un dicembre rosso shocking (Don't Look Now)
  - Fred Zinnemann – Il giorno dello sciacallo (The Day of the Jackal)
- 1975
  - Roman Polański - Chinatown
  - Francis Ford Coppola – La conversazione (The Conversation)
  - Sidney Lumet – Assassinio sull'Orient Express (Murder on the Orient Express)
  - Louis Malle – Cognome e nome: Lacombe Lucien (Lacombe Lucien)
- 1976
  - Stanley Kubrick – Barry Lyndon
  - Sidney Lumet – Quel pomeriggio di un giorno da cani (Dog Day Afternoon)
  - Martin Scorsese – Alice non abita più qui (Alice Doesn't Live Here Anymore)
  - Steven Spielberg – Lo squalo (Jaws)
- 1977
  - Miloš Forman – Qualcuno volò sul nido del cuculo (One Flew Over the Cuckoo's Nest)
  - Alan J. Pakula – Tutti gli uomini del presidente (All the President's Men)
  - Alan Parker – Piccoli gangsters (Bugsy Malone)
  - Martin Scorsese – Taxi Driver
- 1978
  - Woody Allen – Io e Annie (Annie Hall)
  - Richard Attenborough – Quell'ultimo ponte (A Bridge Too Far)
  - John G. Avildsen – Rocky
  - Sidney Lumet – Quinto potere (Network)
- 1979
  - Alan Parker – Fuga di mezzanotte (Midnight Express)
  - Robert Altman – Un matrimonio (A Wedding)
  - Steven Spielberg – Incontri ravvicinati del terzo tipo (Close Encounters of the Third Kind)
  - Fred Zinnemann – Giulia (Julia)

### Anni 1980
- 1980
  - Francis Ford Coppola – Apocalypse Now
  - Woody Allen – Manhattan
  - Michael Cimino – Il cacciatore (The Deer Hunter)
  - John Schlesinger – Yankees (Yanks)
- 1981
  - Akira Kurosawa – Kagemusha - L'ombra del guerriero (Kagemusha)
  - Robert Benton – Kramer contro Kramer (Kramer vs. Kramer)
  - David Lynch – The Elephant Man
  - Alan Parker – Saranno famosi (Fame)
- 1982
  - Louis Malle – Atlantic City, U.S.A. (Atlantic City)
  - Bill Forsyth – Gregory's Girl
  - Hugh Hudson – Momenti di gloria (Chariots of Fire)
  - Karel Reisz – La donna del tenente francese (The French Lieutenant's Woman)
- 1983
  - Richard Attenborough – Gandhi
  - Costa-Gavras – Missing - Scomparso (Missing)
  - Mark Rydell – Sul lago dorato (On Golden Pond)
  - Steven Spielberg – E.T. l'extra-terrestre (E.T. the Extra-Terrestrial)
- 1984
  - Bill Forsyth – Local Hero
  - James Ivory – Calore e polvere (Heat and Dust)
  - Sydney Pollack – Tootsie
  - Martin Scorsese – Re per una notte (The King of Comedy)
- 1985
  - Wim Wenders – Paris, Texas
  - Roland Joffé – Urla del silenzio (The Killing Fields)
  - Sergio Leone – C'era una volta in America (Once Upon a Time in America)
  - Peter Yates – Il servo di scena (The Dresser)
- 1987
  - Woody Allen – Hannah e le sue sorelle (Hannah and Her Sisters)
  - James Ivory – Camera con vista (A Room with a View)
  - Roland Joffé – Mission
  - Neil Jordan – Mona Lisa
- 1988
  - Oliver Stone – Platoon
  - Claude Berri – Jean de Florette
  - John Boorman – Anni '40 (Hope and Glory)
  - Richard Attenborough – Grido di libertà (Cry Freedom)
- 1989
  - Louis Malle – Arrivederci ragazzi (Au revoir, les enfants)
  - Gabriel Axel – Il pranzo di Babette (Babettes gæstebud)
  - Bernardo Bertolucci – L'ultimo imperatore (The Last Emperor)
  - Charles Crichton – Un pesce di nome Wanda (A Fish Called Wanda)

### Anni 1990
- 1990
  - Kenneth Branagh – Enrico V (Henry V)
  - Stephen Frears – Le relazioni pericolose (Dangerous Liaisons)
  - Alan Parker – Mississippi Burning - Le radici dell'odio (Mississippi Burning)
  - Peter Weir – L'attimo fuggente (Dead Poets Society)
- 1991
  - Martin Scorsese – Quei bravi ragazzi (Goodfellas)
  - Woody Allen – Crimini e misfatti (Crimes and Misdemeanors)
  - Bruce Beresford – A spasso con Daisy (Driving Miss Daisy)
  - Giuseppe Tornatore – Nuovo Cinema Paradiso
- 1992
  - Alan Parker – The Commitments
  - Kevin Costner – Balla coi lupi (Dances with Wolves)
  - Jonathan Demme – Il silenzio degli innocenti (The Silence of the Lambs)
  - Ridley Scott – Thelma & Louise
- 1993
  - Robert Altman – I protagonisti (The Player)
  - Clint Eastwood – Gli spietati (Unforgiven)
  - James Ivory – Casa Howard (Howards End)
  - Neil Jordan – La moglie del soldato (The Crying Game)
- 1994
  - Steven Spielberg – Schindler's List - La lista di Schindler (Schindler's List)
  - Jane Campion – Lezioni di piano (The Piano)
  - James Ivory – Quel che resta del giorno (The Remains of the Day)
  - Richard Attenborough – Viaggio in Inghilterra (Shadowlands)
- 1995
  - Mike Newell – Quattro matrimoni e un funerale (Four Weddings and a Funeral)
  - Krzysztof Kieślowski – Tre colori - Film rosso (Trois couleurs: Rouge)
  - Quentin Tarantino – Pulp Fiction
  - Robert Zemeckis – Forrest Gump
- 1996
  - Michael Radford – Il postino
  - Mel Gibson – Braveheart - Cuore impavido (Braveheart)
  - Nicholas Hytner – La pazzia di Re Giorgio (The Madness of King George)
  - Ang Lee – Ragione e sentimento (Sense and Sensibility)
- 1997
  - Joel ed Ethan Coen – Fargo
  - Scott Hicks – Shine
  - Mike Leigh – Segreti e bugie (Secrets and Lies)
  - Anthony Minghella – Il paziente inglese (The English Patient)
- 1998
  - Baz Luhrmann – Romeo + Giulietta di William Shakespeare (William Shakespeare's Romeo + Juliet)
  - James Cameron – Titanic
  - Peter Cattaneo – Full Monty - Squattrinati organizzati (The Full Monty)
  - Curtis Hanson – L.A. Confidential
- 1999
  - Peter Weir – The Truman Show
  - Shekhar Kapur – Elizabeth
  - John Madden – Shakespeare in Love
  - Steven Spielberg – Salvate il soldato Ryan (Saving Private Ryan)

### Anni 2000
- 2000
  - Pedro Almodóvar – Tutto su mia madre (Todo sobre mi madre)
  - Neil Jordan – Fine di una storia (The End of the Affair)
  - Sam Mendes – American Beauty
  - Anthony Minghella – Il talento di Mr. Ripley (The Talented Mr. Ripley)
  - M. Night Shyamalan – The Sixth Sense - Il sesto senso (The Sixth Sense)
- 2001
  - Ang Lee – La tigre e il dragone (Wo hu cang long)
  - Stephen Daldry – Billy Elliot
  - Ridley Scott – Il gladiatore (Gladiator)
  - Steven Soderbergh – Erin Brockovich - Forte come la verità (Erin Brockovich)
  - Steven Soderbergh – Traffic
- 2002
  - Peter Jackson – Il Signore degli Anelli - La Compagnia dell'Anello (The Lord of the Rings: The Fellowship of the Ring)
  - Robert Altman – Gosford Park
  - Ron Howard – A Beautiful Mind
  - Jean-Pierre Jeunet – Il favoloso mondo di Amélie (Le fabuleux destin d'Amélie Poulain)
  - Baz Luhrmann – Moulin Rouge!
- 2003
  - Roman Polański – Il pianista (The Pianist)
  - Stephen Daldry – The Hours
  - Peter Jackson – Il Signore degli Anelli - Le due torri (The Lord of the Rings: The Two Towers)
  - Rob Marshall – Chicago
  - Martin Scorsese – Gangs of New York
- 2004
  - Peter Weir – Master & Commander - Sfida ai confini del mare (Master and Commander: The Far Side of the World)
  - Tim Burton – Big Fish - Le storie di una vita incredibile (Big Fish)
  - Sofia Coppola – Lost in Translation - L'amore tradotto (Lost in Translation)
  - Peter Jackson – Il Signore degli Anelli - Il ritorno del re (The Lord of the Rings: The Return of the King)
  - Anthony Minghella – Ritorno a Cold Mountain (Cold Mountain)
- 2005
  - Mike Leigh – Il segreto di Vera Drake (Vera Drake)
  - Marc Forster – Neverland - Un sogno per la vita (Neverland)
  - Michel Gondry – Se mi lasci ti cancello (Eternal Sunshine of the Spotless Mind)
  - Michael Mann – Collateral
  - Martin Scorsese – The Aviator
- 2006
  - Ang Lee – I segreti di Brokeback Mountain (Brokeback Mountain)
  - George Clooney – Good Night, and Good Luck.
  - Paul Haggis – Crash - Contatto fisico (Crash)
  - Fernando Meirelles – The Constant Gardener - La cospirazione (The Constant Gardener)
  - Bennett Miller – Truman Capote - A sangue freddo (Capote)
- 2007
  - Paul Greengrass – United 93
  - Jonathan Dayton e Valerie Faris – Little Miss Sunshine
  - Stephen Frears – The Queen - La regina (The Queen)
  - Alejandro González Iñárritu – Babel
  - Martin Scorsese – The Departed - Il bene e il male (The Departed)
- 2008
  - Joel ed Ethan Coen – Non è un paese per vecchi (No Country for Old Men)
  - Paul Thomas Anderson – Il petroliere (There Will Be Blood)
  - Paul Greengrass – The Bourne Ultimatum - Il ritorno dello sciacallo (The Bourne Ultimatum)
  - Florian Henckel von Donnersmarck – Le vite degli altri (Das Leben der Anderen)
  - Joe Wright – Espiazione (Atonement)
- 2009
  - Danny Boyle – The Millionaire (Slumdog Millionaire)
  - Clint Eastwood – Changeling
  - David Fincher – Il curioso caso di Benjamin Button (The Curious Case of Benjamin Button)
  - Ron Howard – Frost/Nixon - Il duello (Frost/Nixon)
  - Stephen Daldry – The Reader - A voce alta (The Reader)

### Anni 2010
- 2010
  - Kathryn Bigelow – The Hurt Locker
  - James Cameron – Avatar
  - Neill Blomkamp – District 9
  - Lone Scherfig – An Education
  - Quentin Tarantino – Bastardi senza gloria (Inglourious Basterds)
- 2011
  - David Fincher – The Social Network
  - Danny Boyle – 127 ore (127 Hours)
  - Darren Aronofsky – Il cigno nero (Black Swan)
  - Christopher Nolan – Inception 
  - Tom Hooper – Il discorso del re (The King's Speech)
- 2012
  - Michel Hazanavicius – The Artist 
  - Tomas Alfredson – La talpa (Tinker, Tailor, Soldier, Spy)
  - Lynne Ramsay – ...e ora parliamo di Kevin (We Need to Talk About Kevin)
  - Martin Scorsese – Hugo Cabret (Hugo)
  - Nicolas Winding Refn – Drive
- 2013
  - Ben Affleck - Argo
  - Kathryn Bigelow – Zero Dark Thirty 
  - Ang Lee – Vita di Pi (Life of Pi)
  - Michael Haneke – Amour 
  - Quentin Tarantino – Django Unchained
- 2014
  - Alfonso Cuarón - Gravity 
  - Paul Greengrass – Captain Phillips - Attacco in mare aperto (Captain Phillips)
  - Steve McQueen – 12 anni schiavo (12 Years a Slave)
  - David O. Russell – American Hustle - L'apparenza inganna (American Hustle)
  - Martin Scorsese – The Wolf of Wall Street
- 2015
  - Richard Linklater – Boyhood
  - Alejandro González Iñárritu – Birdman
  - Wes Anderson – Grand Budapest Hotel (The Grand Budapest Hotel)
  - James Marsh – La teoria del tutto (The Theory of Everything)
  - Damien Chazelle – Whiplash
- 2016
  - Alejandro González Iñárritu – Revenant - Redivivo (The Revenant)
  - Todd Haynes – Carol
  - Adam McKay – La grande scommessa (The Big Short)
  - Ridley Scott – Sopravvissuto - The Martian (The Martian)
  - Steven Spielberg – Il ponte delle spie (Bridge of Spies)
- 2017
  - Damien Chazelle – La La Land
  - Tom Ford – Animali notturni (Nocturnal Animals)
  - Ken Loach – Io, Daniel Blake (I, Daniel Blake)
  - Kenneth Lonergan – Manchester by the Sea
  - Denis Villeneuve – Arrival
- 2018
  - Guillermo del Toro – La forma dell'acqua (The Shape of Water)
  - Luca Guadagnino – Chiamami col tuo nome (Call Me by Your Name)
  - Martin McDonagh – Tre manifesti a Ebbing, Missouri (Three Billboards Outside Ebbing, Missouri)
  - Christopher Nolan – Dunkirk
  - Denis Villeneuve – Blade Runner 2049
- 2019
  - Alfonso Cuarón - Roma
  - Spike Lee - BlacKkKlansman
  - Paweł Pawlikowski - Cold War (Zimna wojna)
  - Yorgos Lanthimos - La favorita
  - Bradley Cooper - A Star Is Born

### Anni 2020
- 2020
  - Sam Mendes - 1917
  - Bong Joon-ho - Parasite
  - Todd Phillips - Joker
  - Martin Scorsese - The Irishman
  - Quentin Tarantino - C'era una volta a... Hollywood (Once Upon a Time... in Hollywood)
- 2021
  - Chloé Zhao - Nomadland
  - Thomas Vinterberg – Un altro giro (Druk)
  - Shannon Murphy – Babyteeth
  - Lee Isaac Chung – Minari
  - Jasmila Žbanić – Quo vadis, Aida?
  - Sarah Gavron – Rocks
- 2022[2]
  - Jane Campion – Il potere del cane (The Power of the Dog)
  - Aleem Khan - After Love
  - Ryūsuke Hamaguchi – Drive My Car
  - Audrey Diwan – La scelta di Anne - L'Événement (L'Événement)
  - Paul Thomas Anderson – Licorice Pizza
  - Julia Ducournau – Titane
- 2023[3]
  - Edward Berger - Niente di nuovo sul fronte occidentale (Im Westen nichts Neues)
  - Park Chan-wook - Decision to Leave (헤어질 결심)
  - Todd Field - Tár
  - Daniel Kwan e Daniel Scheinert - Everything Everywhere All at Once
  - Martin McDonagh - Gli spiriti dell'isola (The Banshees of Inisherin)
  - Gina Prince-Bythewood - The Woman King
- 2024[4]
  - Christopher Nolan – Oppenheimer
  - Bradley Cooper – Maestro
  - Jonathan Glazer – La zona d'interesse (The Zone of Interest)
  - Andrew Haigh – Estranei (All of Us Strangers)
  - Alexander Payne – The Holdovers - Lezioni di vita (The Holdovers)
  - Justine Triet – Anatomia di una caduta (Anatomie d'une chute)
- 2025[5]
  - Brady Corbet - The Brutalist
  - Sean Baker - Anora
  - Edward Berger - Conclave
  - Denis Villeneuve - Dune - Parte due (Dune: Part Two)
  - Jacques Audiard - Emilia Pérez
  - Coralie Fargeat - The Substance